# 4-LOM
4-LOM  pár pillanatig szereplő fejvadász-droid volt a A Birodalom visszavág c. részben.  Matt krómszínű testtel és rovar alakú fejjel rendelkezett. Darth Vader bérelte fel, hogy megtalálja az Ezeréves sólymot-t.

## Adatok
- Azonosító: 4-LOM
- Széria: LOM
- Funkció: protokolldroid (eredetileg) / harci droid / fejvadász droid (módosítás után)
- Kialakítás:
  - Humanoid testalkat
  - Rovarszerű fej
  - Magasság: 1.6 m
- Felszerelés: Energiapisztoly, kábító gázpisztoly, sokk-karabély, egyebek (pl. járművek)
- Hovatartozás: Hutt Kartell
  - Tulajdonos: Jabba
  - Állandó munkatárs: Zuckuss
- Gyártó: Industrial Automaton

## Története
A starwars.com dokumentációja szerint az Industrial 
Automaton cég gyártotta protokolldroid volt, felépítése hasonló C-3PO-éhoz. Utaskísérőként dolgozott, mikor meghibásodott (esetleg már eredetileg is hibás volt) a programja és elkezdett lopni az utasoktól. Ezután  Jabba, a hutt tulajdonába került, aki hamarosan rájött, hogy a droid defektív programozású; de javítás vagy leselejtezés helyett inkább jobban megváltoztatta a droid személyiségmátrixát, hogy veszélyesebbé tegye, és felfegyverezte. Amíg Jabbának dolgozott fejvadászként, partnere Zuckuss volt. 
A Hoth bázis kiürítésénél Zuckuss és 4-LOM megmentették az utolsó szállítmányt. Később elhatározták, hogy a lázadókhoz csatlakoznak és az Új Köztársaságban megalapítják a Fejvadász Céhet. Ezt a tervüket Boba Fett meghiúsította, amikor 4-LOM-ot szétlőtte. Habár Zuckuss megjavította, 4-LOM többet nem emlékezett a lázadók eszméire. Ettől fogva egyedül dolgozott.

## A karakter
Szintén a starwars.com szerint, a film stábja a droid nevét a „for love of money” (sz. sz. „a pénz szeretete miatt”) kifejezésből alkotta, mivel úgy gondolták, ez éppen megfelelő egy fejvadász-droidnak. Chris Parsons alakította.

### Előfordulásai
- Csillagok háborúja V: A Birodalom visszavág
- Történetek fejvadászokról (Tales of the Bounty Hunters) 4. f. (novellásköt.)